# Citroenzuurcyclus
De citroenzuurcyclus of krebscyclus of de tricarbonzuurcyclus (TCA-cyclus) is een van de fundamentele metabole cycli in cellen, die zuurstof gebruiken in het cellulaire ademhalingsproces. In aerobe organismen is de citroenzuurcyclus een belangrijk metabool proces, dat energie genereert door de oxidatie van kleine biomoleculen, met name glucose, vetzuren en aminozuren, tot uiteindelijk koolstofdioxide en water. De citroenzuurcyclus is een amfibool metabool reactiepad, omdat  deze zowel bijdraagt aan de afbraak van organische moleculen (katabolisme) als instaat voor de biosynthese van moleculen (anabolisme). Het zijn de energierijke metabolieten (ATP, NADH en FAD) die in de citroenzuurcyclus gevormd worden, waaruit de cel haar energie put. De citroenzuurcyclus is ook belangrijk als bron van aminozuurvoorlopers (acetyl-CoA, a-ketoglutaraat, succinyl-CoA, succinaat, fumaraat, oxa-aacetaat). 
De belangrijkste metabole routes van de citroenzuurcyclus zijn enerzijds de oxidatieve decarboxylering van pyruvaat aan het begin van de cyclus en de oxidatieve fosforylering aan het eind en anderzijds de glycolyse. Voor het winnen van energie uit glucose door glycolyse, moet de citroenzuurcyclus twee keer doorlopen worden.
De naam krebscyclus is afkomstig van Hans Adolf Krebs, een Brits bioloog van Duitse afkomst die de belangrijkste elementen van het proces ontdekte, en er in 1953 de Nobelprijs voor Fysiologie of Geneeskunde ontving.
De citroenzuurcyclus komt voor in alle bekende organismen. In prokaryoten vinden de reacties van de citroenzuurcyclus in het cytosol plaats. In eukaryoten in mitochondriën. Virussen zijn geen organismen en hebben geen metabolisme.

## Verloop

### Algemeen verloop
De citroenzuurcyclus begint met de overdracht van een acetylgroep (CH3C(O)-) van acetyl-CoA aan oxaalazijnzuur. In deze stap wordt citroenzuur gevormd. Alle dissimilatieprocessen produceren acetyl-CoA, en leveren daarmee de grondstof voor de citroenzuurcyclus.
In de opeenvolgende reacties van de cyclus is citroenzuur zowel het begin als het einde van de reactieketen. In deze reacties worden de koolstof- en waterstofatomen, die via de acetylgroep aan oxaalazijnzuur gekoppeld zijn, tot kooldioxide en water verwerkt. Uiteindelijk ontstaat weer oxaalazijnzuur dat weer met acetyl-CoA kan reageren.

### Gedetailleerd verloop
De citroenzuurcyclus start met het koppelen van acetyl-CoA aan het intermediaire oxaalazijnzuur (oxaalacetaat). De eerste stap wordt gekatalyseerd door het enzym citraatsynthase, dat de labiel gebonden acetylgroep van acetyl-CoA afsplitst en bindt met het oxaalazijnzuur. Het vrijgestelde co-enzym A (CoA) kan opnieuw gebruikt worden voor de synthese van een nieuw molecuul acetyl-CoA. Het product van deze reactie is citroenzuur, dat door aconitase wordt omgezet in het isomeer van citroenzuur, iso-citroenzuur. Dit gebeurt door het afsplitsen van een molecuul water, onmiddellijk gevolgd door het toevoegen van een nieuw watermolecuul. Het isocitroenzuur wordt vervolgens door het isocitraat-dehydrogenase gedecarboxyleerd met de vorming van oxaalbarnsteenzuur, dat via het isocitraat-dehydrogenase oxidatief gedecarboxyleerd wordt tot α-ketoglutaarzuur. Hierbij splitst een molecuul koolstofdioxide af en wordt NAD+ gereduceerd tot NADH.
Dit α-ketoglutaarzuur wordt op zijn beurt opnieuw oxidatief gedecarboxyleerd door het enzym α-ketoglutaarzuur-dehydrogenase tot barnsteenzuur-CoA (ook succinyl-CoA genoemd). Co-enzym A moet hier dus opnieuw in de cyclus komen. Hierbij splitst opnieuw een molecuul koolstofdioxide af en wordt NAD+ gereduceerd tot NADH. Via het enzym succinyl-CoA-synthetase wordt de labiele verbinding tussen co-enzym A en de succinaatgroep losgemaakt. Bij deze stap vindt de zogenaamde substraatniveau-fosforylering (Engels: substrate-level phosphorylation) plaats, die in 2 stappen verloopt. Eerst wordt de vrije energie van de binding tussen de succinaatgroep en co-enzym A gebruikt om GDP te fosforyleren tot GTP, een energierijk molecuul dat lijkt op ATP. Vervolgens wordt de γ-fosfaatgroep van GTP gebruikt om ADP te fosforyleren, met de vorming van ATP.
Er is nu barnsteenzuur gevormd, dat via het succinaat-dehydrogenase geoxideerd kan worden tot fumaarzuur. Bij deze reactie wordt FAD gereduceerd tot FADH2. Het fumaarzuur wordt gehydrateerd met één watermolecuul, waardoor L-appelzuur ontstaat. Dit kan op zijn beurt door het malaatdehydrogenase geoxideerd worden tot oxaalazijnzuur, de uitgangsstof van de cyclus. Bij deze stap wordt een derde molecuul NAD+ gereduceerd tot NADH.
Onderstaande tabel geeft een overzicht van de verschillende stappen in de citroenzuurcyclus:
| Molecuul               | Enzym                              | Reactietype                | Reactanten/ Co-enzymen | Producten/ Co-enzymen |
| ---------------------- | ---------------------------------- | -------------------------- | ---------------------- | --------------------- |
| I. citroenzuur         | 1. citraat-synthase                | dehydratie                 |                        | H2O                   |
| II. cis-aconietzuur    | 2. aconitase                       | hydratatie                 | H2O                    |                       |
| III. iso-citroenzuur   | 3. isocitraat-dehydrogenase        | oxidatie                   | NAD+                   | NADH+H+               |
| IV. oxaalbarnsteenzuur | 4. isocitraat-dehydrogenase        | decarboxylering            |                        |                       |
| V. α-ketoglutaarzuur   | 5. α-ketoglutaarzuur-dehydrogenase | oxidatieve decarboxylering | NAD+ CoA-SH            | NADH+H+ CO2           |
| VI. barnsteenzuur-CoA  | 6. succinyl-CoA-synthetase         | hydrolyse                  | GDP Pi                 | GTP CoA-SH            |
| VII. barnsteenzuur     | 7. succinaat-dehydrogenase         | oxidatie                   | FAD                    | FADH2                 |
| VIII. Fumaarzuur       | 8. Fumerase                        | hydratatie                 | H2O                    |                       |
| IX. L-appelzuur        | 9. malaat-dehydrogenase            | oxidatie                   | NAD+                   | NADH+H+               |
| X. oxaalazijnzuur      | 10. citraat-synthetase             | condensatie                |                        |                       |

De somformule van alle reacties in één cyclus is:
{\displaystyle {\ce {acetyl-CoA + 3NAD+ + FAD + GDP + Pi + 2H2O ->}}}
{\displaystyle {\ce {-> CoA-SH + 3NADH + 3H+ + FADH2 + GTP + 2CO2}}}
De hele cyclus moet echter per molecuul glucose twee keer doorlopen worden. De totaalreactie wordt dan:
{\displaystyle {\ce {2 acetyl-CoA + 6NAD+ + 2FAD + 2GDP + 2Pi + 4H2O ->}}}
{\displaystyle {\ce {-> 2CoA-SH + 6NADH + 6H+ + 2FADH2 + 2GTP + 4CO2}}}

## Aerobe dissimilatie

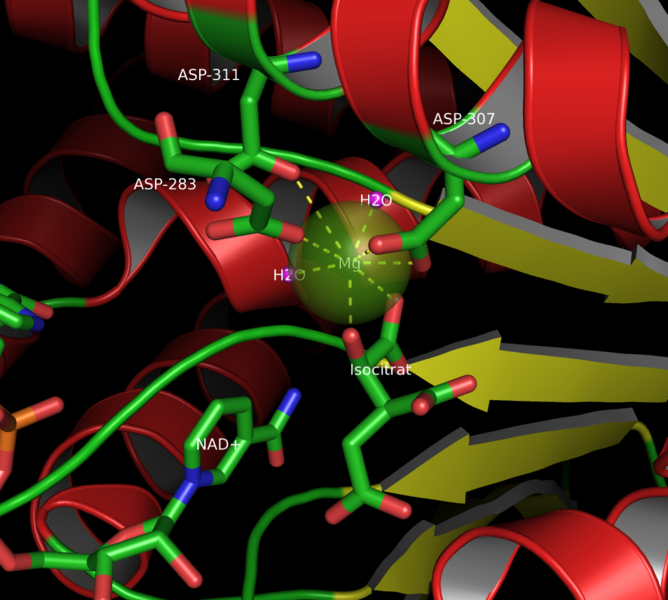
Deel van de structuur van isocitraat-dehydrogenase, onderdeel 1: katalytisch centrum met Mg_{2}-ion; de aminozuurresidu ASP-283 is afkomstig van onderdeel 2

Niet alleen glucose kan worden geoxideerd, ook andere stoffen kunnen als brandstof dienen voor het lichaam. De moleculen hoeven dan niet eerst in glucose te worden omgezet, ze kunnen op allerlei plaatsen in het proces worden gebruikt.
1. Vetten worden omgezet in glycerol en vetzuren, koolhydraten worden omgezet in glucose en eiwitten worden aminozuren.
2. Bij de glycolyse wordt met behulp van verschillende bestanddelen pyrodruivenzuur gemaakt. Dit proces vindt plaats in het cytosol van de cel. Zo wordt bijvoorbeeld glycerol gebruikt (bestanddeel van de vetten), glucose en een deel van de aminozuren. In totaal vijf aminozuren van de 23 die er zijn. De glucose wordt tijdens de glycolyse in tien stappen omgezet in pyrodruivenzuur met behulp van enzymen. Door middel van zuurstof kan het pyrodruivenzuur de mitochondrion van de cel in en wordt het acetyl-CoA gevormd.
3. Bij de vorming van het acetyl-CoA kunnen ook een aantal aminozuren gebruikt worden. Bij deze stap is de aminogroep van de aminozuren in de vorm van ammoniak of ureum als afvalstof afgescheiden. Van de vetzuren wordt steeds een acetylgroep afgesplitst, deze wordt verbonden met co-enzym-A. De vorming van het acetyl-CoA is nodig omdat anders de citroenzuurcyclus' niet kan plaatsvinden. Dit proces vindt plaats in de mitochondriën van de cel.
4. De citroenzuurcyclus is een serie van chemische reacties in een kring. Door de citroenzuurcyclus, ook wel krebscyclus genoemd, leveren de eiwitten, vetten en koolhydraten uiteindelijk energie. Het is ook de laatste fase waarin koolhydraten en eiwitten worden afgebroken en het eindstation voor de vetverbranding. De aminozuren die niet via acetyl-CoA in de citroenzuurcyclus opgenomen kunnen worden, worden via specifieke reacties omgezet in stoffen uit de citroenzuurcyclus.
5. De uiteindelijk vrijgemaakte energie gebruikt de cel voor verwarming, groei, herstel en transport.

## Anaerobe stofwisseling
Bij anaerobe stofwisseling (afwezigheid van zuurstof) stopt de citroenzuurcyclus, omdat zonder zuurstof de gevormde NADH niet meer terug kan worden geoxideerd tot NAD+. Aangezien deze oxidatie juist de stap is waar de meeste ATP gevormd wordt, worden er anaeroob slechts 2 moleculen ATP per glucose gewonnen in plaats van 36 moleculen wanneer het proces aeroob zou verlopen. In plaats van water wordt er, afhankelijk van het organisme, o.a. melkzuur of ethanol geproduceerd. Bij mensen is dit melkzuur. Dit veroorzaakt het verzuurde gevoel van spieren tijdens sporten, wanneer er niet genoeg zuurstof is om de citroenzuurcyclus te laten verlopen. Het melkzuur wordt afgevoerd naar de lever, waar het wordt gebruikt voor de vorming van glucose.
Het is voor sommige bacteriesoorten echter ook mogelijk om andere verbindingen dan zuurstof te gebruiken om NADH terug te oxideren tot NAD+, de zogenaamde anaerobe respiratie. Hierdoor kan de citroenzuurcyclus alsnog doorgaan in afwezigheid van zuurstof: de bacteriën kunnen ademhalen met iets anders dan zuurstof. Dit moeten verbindingen zijn die net als zuurstof als oxidator op kunnen treden. Voorbeelden hiervan zijn sulfaat (dat tot sulfide omgezet wordt), nitraat (naar stikstofgas) of positief geladen metaalionen uit zouten (denk aan ijzeroxide, maar ook mangaan of zelfs uranium). Dit soort omzettingen zijn cruciaal in ecologische kringlopen. De ATP die hier per geoxideerde NADH uit te halen is, is echter kleiner dan bij zuurstof, waardoor hogere organismen alleen zuurstof gebruiken voor de ademhaling.

## Giftige verbindingen
De verbinding fluorcitroenzuur bindt veel sterker aan het enzym aconitase dan citroenzuur. Wanneer een gefluoreerde acetylgroep aan de citroenzuur wordt aangeboden blokkeert het gevormde fluorcitroenzuur het aconitase-enzym, en stopt de cyclus. Dit is de reden voor de zeer grote giftigheid van fluorazijnzuur, fluoraceetamide en natriumfluoracetaat.